# ITF Feira de Santana
Das ITF Feira de Santana ist ein Tennisturnier der ITF Women’s World Tennis Tour, das in Feira de Santana ausgetragen wird. Veranstaltungsort des Turniers ist die Academia de Beach Tennis e Tênis Smash.

## Geschichte
Offizielle Namen der Turniere bis heute:
- 2023–: Engie Open

## Siegerliste

### Einzel
| Jahr | Kategorie | Siegerin      | Finalgegnerin      | Ergebnis |
| ---- | --------- | ------------- | ------------------ | -------- |
| 2023 | W60       | Laura Pigossi | Jana Kaladsinskaja | 6:1, 6:4 |

### Doppel
| Jahr | Kategorie | Siegerinnen                        | Finalgegnerinnen               | Ergebnis |
| ---- | --------- | ---------------------------------- | ------------------------------ | -------- |
| 2023 | W60       | Walerija Strachowa Léolia Jeanjean | Haley Giavara Abigail Rencheli | 7:5, 6:4 |

## Quelle
- ITF Homepage